# Laura Cannavò
Laura Cannavò (Roma, 18 febbraio 1963) è una giornalista italiana.

## Biografia
È iscritta all'albo dei giornalisti professionisti dal marzo 1999. Ha lavorato per un anno alla Rai, poi è passata a Mediaset alla redazione del TG5, dove è stata sia inviata che conduttrice. Dal 2002 all'inizio del 2008 ha condotto l'edizione mattutina, poi, in seguito all'arrivo come direttore di Clemente J. Mimun, si occupa della rassegna stampa del mattino. Sempre all'inizio del 2008 ha iniziato ad impegnarsi pure nel sindacato della Federazione nazionale della stampa italiana. Pur avendo lo stesso cognome ed esercitando la stessa professione, non è parente di Candido Cannavò.
Da novembre 2011 a ottobre 2019 è stata conduttrice del canale all news Mediaset, TGcom24. Da ottobre conduce l'edizione serale del TG4.